# Турн-и-Таксис, Ансельм Франц
Ансельм Франц фон Турн-и-Таксис (нем. Anselm Franz Franz von Thurn und Taxis; 30 января 1681, Брюссель — 8 ноября 1739, Брюссель) — 2-й князь Турн-и-Таксис и генеральный почтмейстер Имперской почты с 21 февраля 1714 года до своей смерти.

## Жизнь
Ансельм Франц был единственным выжившим ребёнком 1-го князя Турн-и-Таксис, Евгения Александра и его первой супруги Аделаиды фон Фюрстенберг-Хайлигенберг. Дата его рождения неизвестна; он был крещён 30 января 1681 года в Брюсселе.
При его отце в начале войны за испанское наследство администрация Имперской почты была перенесена из Брюсселя во Франкфурт-на-Майне. Когда его отец умер, в 1715 году Ансельм Франц был назначен генеральным почтмейстером императором Карлом VI. Он вернулся в семейный дом в Брюсселе, но теперь город не имел никакого значения для почты. Поэтому вновь переехал во Франкфурт-на-Майне в 1724 году, где купил участок земли, на котором позже начал строительство барочного дворца Турн-и-Таксис в 1729 году. В 1725 году он смог арендовать почтовую систему австрийских Нидерландов как габсбургский феод. Его переезд во Франкфурт затянулся на несколько лет, так как у городского совета были возражения, и в любом случае строительство его дворца требовало времени. С 1737 года он жил во всё ещё недостроенном дворце во Франкфурте, но затем вернулся в 1739 году в Брюссель, где неожиданно умер.

## Семья и дети
10 января 1703 года Ансельм Франц женился на принцессе Марии Лобковиц, дочери герцога Сагана Фердинанда Августа Леопольда и его жены, маркграфини Марии Анны Вильгельмины Баден-Баденской. У них было четверо детей:
- Александр Фердинанд (1704—1773)
- Филиппа Элеонора (1705—1706)
- Мария Августа (1706—1756)
- Кристиан Адам (1710—1745)